# 楊集
楊集（1423年—？），字浩然，直隸蘇州府常熟縣人，民籍，明朝政治人物。

## 生平
景泰元年（1450年）庚午科順天府鄉試第一百一十八名。景泰五年（1454年）甲戌科會試第八名，殿試登進士第二甲第四十七名。
景泰三年（1453年），明代宗降太子朱見深為沂王，封己出之朱見濟為太子。然而，朱見濟次年薨逝，諸臣希望恢復沂王的儲君身份。景泰五年（1454年）五月，監察御史鍾同因論復儲之事下詔獄。新科進士楊集因此上疏兵部尚書謙，慷慨陳詞。于謙以其有膽，命為安州知州。有善政。

## 家族
曾祖楊濙。祖父楊福。父楊叔震。